# Richard Trevithick
Richard Trevithick je bil britanski izumitelj in rudarski inženir iz Cornwalla, Anglija, * 13. april 1771, † 22. april 1833.
Bil je sin rudarskega načelnika, rojen v rudarskem središču Cornwalla. V rudarstvu in inženirstvu se je izkazal že v mladosti. Čeprav mu šola ni šla najbolj od rok, je postal eden od pionirjev uvajanja parnih strojev v cestni in železniški transport. Njegov največji prispevek k razvoju je bil prvi visokotlačni parni stroj. Bil je tudi prvi, ki je skonstruiral delujočo železniško parno lokomotivo. Njegova lokomotiva z neznanim imenom je 21. februarja 1804 kot prva na svetu vlekla vlak po tramvajski progi v železarni Penydarren v Merthyr Tydfilu v Walesu.
Leta 1808 je skonstuiral lokomotivo Catch Me Who Can, ki je dosegla hitrost 19 km/h. Z njo je imel predstave v tako imenovanem parnem cirkusu. Ker je bia lokomotiva pretežka za krhke litoželezne tirnice, je zaradi počene tirnice iztirila in Trevithick je po štirinajst dneh svoj cirkus zaprl.
Delal je tudi kot  rudarski svetovalec v Peruju in raziskal del Kostarike. V svoji profesionalni karieri je doživel več vzponov in padcev, finančni zlom in utrpel veliko škode  zaradi rivalstva številnih rudarskih in parnih inženirjev. Na začetku kariere je bil ugledna in znana osebnost na področju rudarstva in inženirstva, proti koncu življenja pa se je izgubil iz javnega življenja. 